# Hyla cinerea
La  rana verde de Norteamérica (Hyla cinerea o Dryophytes cinereus) es una especie de anfibios anuros del género Hyla. Es muy popular como mascota.
Habita en lagos, estanques, marismas y pantanos, especialmente en el sur de los Estados Unidos.
La mayoría de especies de anfibios mueren si tratan de nadar en el agua del mar, pero esta rana puede vivir en ague que tiene un poco de sal.  Los científicos han aprendido que esta rana usa el glicerol para hacer esto. También, solamente viven como renacuajos por tiempo corto.

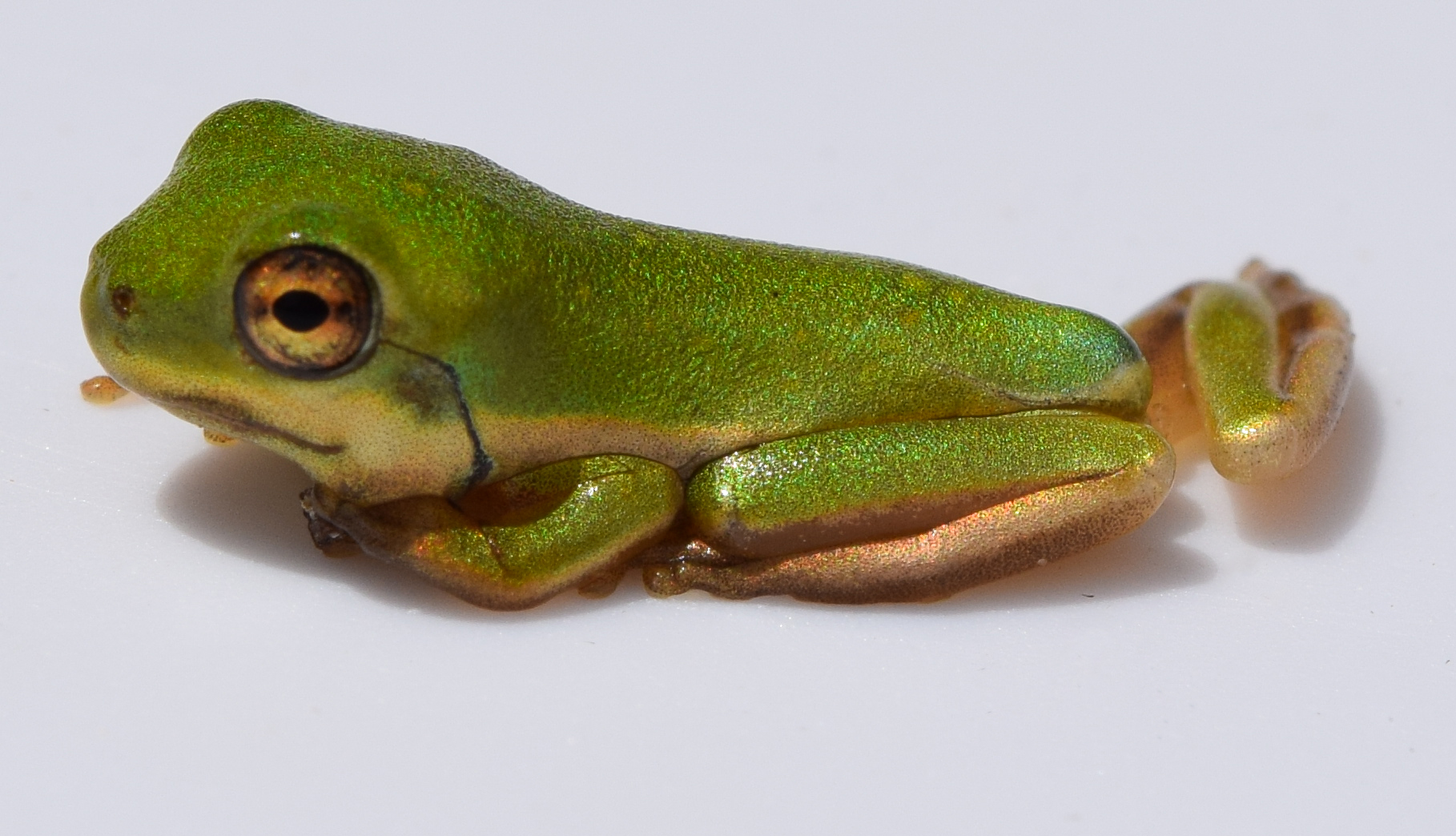
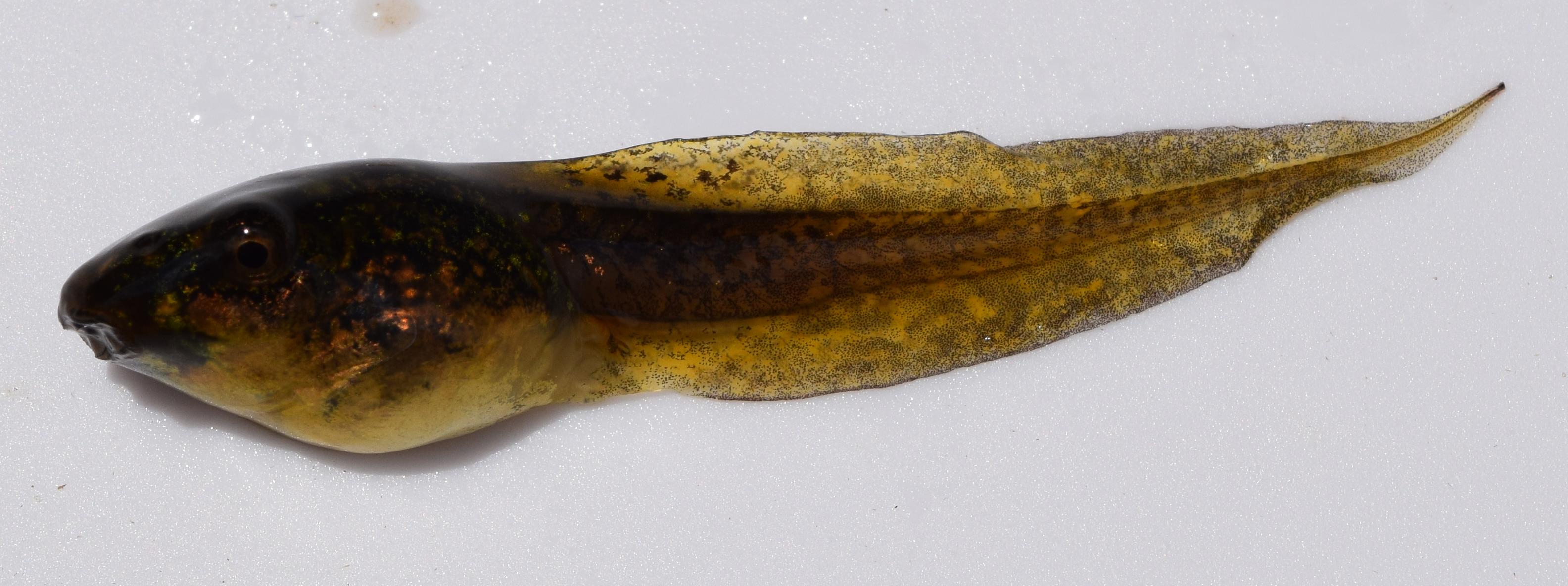
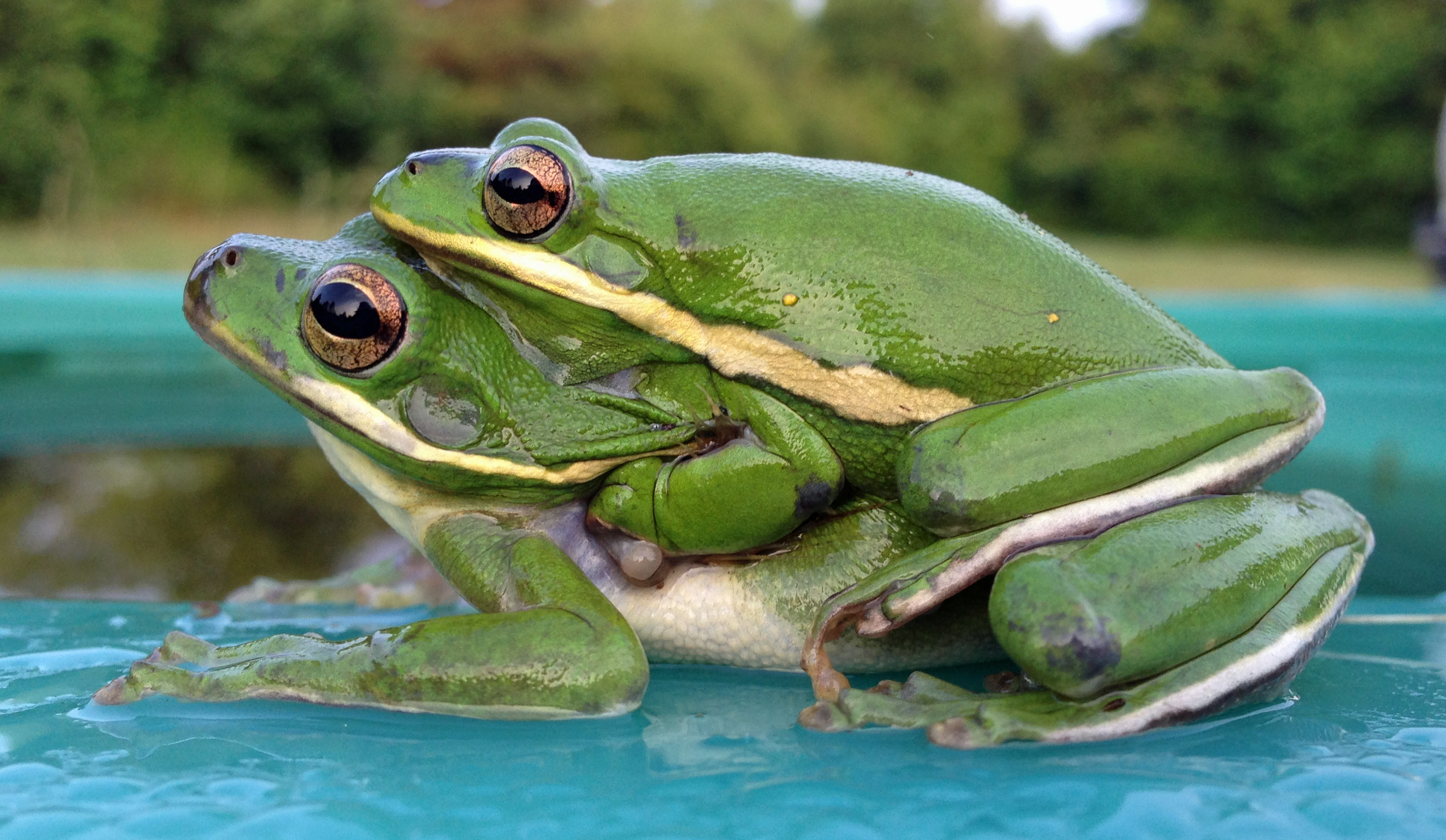